# Piedad Bonnett
Piedad Bonnett (Amalfi, 1951) é uma poeta e dramaturga colombiana.
Sua família estabeleceu-se em Bogotá quando ela tinha oito anos. E estudou filosofia e literatura na Universidad de Los Andes, onde é professora desde 1981.

## Prêmios
- Premio nacional de poesía, Instituto Colombiano de Cultura, 1994